# Aeolus (pneumatici)
Aeolus Tyre Company Limited è una società per azioni multinazionale con sede in Jiaozuo, nella provincia dello Henan, Cina, che opera nel settore automobilistico come produttore di pneumatici per autocarri, macchine movimento terra e macchine agricole.
L'azienda è quotata alla Borsa di Shanghai dal 2003 che opera nel settore della produzione di pneumatici.
È tra i principali operatori mondiali nel settore degli pneumatici per autocarro in termini di fatturato, opera in Europa, Apac, Latam, Mea, Nafta, Russia e CIS ed è presente commercialmente in oltre 140 nazioni.

## Storia
La "Aeolus Tyre" fu fondata nel 1965, con il nome originale di Henan Tyre, allo scopo di produrre e commercializzare pneumatici per macchine per la movimentazione della terra. Nel 1978 produce il primo pneumatico tubeless Gigante (30.00R51). Nel corso degli anni settanta e ottanta, l'azienda ha seguito la crescita dell’industria cinese e del settore della minerazione.
Nel 1999 inizia la produzione e la commercilizzazione di pneumatici per autocarro, con i quali inizierà la sua espansione internazionale che si accompagna ad una forte crescita nel mercato domestico dove l'azienda fornisce pneumatici ai per i principali produttori di veicoli nazionali, agli operatori logistici e di servizio, dove l'affidabilità dei suo prodotti è stata particolarmente apprezzata, rivestito un ruolo fondamentale per assicurare la sicurezza nel trasporto in particolare delle persone.
Successivamente, nel 2012, Aeolus Tyre entra con successo nel segmento dei penumatici per automobili, con il primo pneumatico della serie ACE, conforme ai requisiti di qualità [TÜV SÜD]. Questa divisione è stata poi successivamente ceduta a Pirelli nel 2016 nell'ambito di una complessa operazione straordinaria che ha coinvolto anche la divisione di pneumatici per autocarro denominata Pirelli Industrial e poi successivamente rinominata Prometeon Tyre Group. In virtù di questa operazione Pirelli Tyre ha ricevuto l'80% della divisione di Aeolus focalizzata sul segmento di pneumatici per automobili (Aeolus Passenger Car) ed Aeolus il 10% di Pirelli Industrial, attraverso un cosiddetto ‘swap'.
Il 30 novembre 2020 viene quindi dato annuncio che Aeolus e il suo azionista di controllo China National Tire & Rubber (CNRC) hanno stipulato un Accordo di affidamento di azioni, in virtù del quale CNRC affida il 52% delle azioni di Prometeon Tyre Group a Aeolus. Questo accordo risolve nel breve termine il problema della concorrenza orizzontale tra due aziende appartenenti allo stesso Gruppo (ChemChina) e getta le basi per lo sviluppo di un percorso comune sinergico che potrebbe anche portare alla fusione delle due aziende e la creazione del quarto maggiore produttore al mondo di pneumatici per autocarro: entrambe le società utilizzano tecnologia e know-how Pirelli, e Prometeon Tyre Group produce e commercializza pneumatici con il marchio Pirelli. L'eventuale fusione di Aeolus e Prometeon Tyre Group porterebbe il marchio Pirelli alle vette anche del segmento degli pneumatici per autocarro.

## Sostenibilità
La sede di Jiaozuo e quattro istituti di ricerca e sviluppo per elastomeri e pneumatici sono il risultato dell'investimento in tecnologia e innovazione da parte Aeolus Tyre.
Nel corso degli anni i processi produttivi sono stati orientati verso l’efficienza energetica e la riduzione dell'impatto ambientale. Aeolus Tyre ha ottenuto certificazioni ISO 9001 e ISO/TS16949 e la conformità delle materie prime alla normativa REACH CE 1907/2006 per la riduzione dell’inquinamento acustico e delle emissioni di CO2 degli pneumatici.
Oltre alla tutela ambientale, alla sostenibilità e all'innovazione tecnologica, Aeolus Tyre focalizza i propri processi e i propri prodotti per garantire alta qualità, sicurezza e durabilità.

## Prodotti
Aeolus produce principalmente i marchi Aeolus, Wind Power e Henan. 
La capacità annuale di produzione OTR è di circa 800 000 pezzi, portando Aeouls a classificarsi al primo posto in Cina nel segmento OTR, mentre la capacità annuale di TBR è di circa 7 milioni di pezzi. gli pneumatici sono certificati da U.S DOT, EU ECE e altre 16 Associazioni, hanno raggiunto il livelli B/C durante i test di regolamentazione dell'etichetta UE, e sono in linea con i requisiti UE per l’emissione sonora.
L’azienda offre un'ampia gamma di pneumatici, di dimensioni dai 17,5 pollici ai 22,5 pollici, per applicazioni su lunghe distanze, regionale, on/off, off-road, urbane e invernali.
La linea di prodotti di terza generazione è stata lanciata con il nome di: serie Neo. I nuovi prodotti sono caratterizzati da una migliorata resistenza al rotolamento e un elevato chilometraggio. Sia gli pneumatici trattivi che quelli per asse sterzante della nuova serie consentono un uso su strade innevate e sono contrassegnati con il simbolo 3PMSF.